# Широколапы
Широколапы (лат. Platycheirus) — род мух-журчалок из подсемейства Syrphinae.

## Описание
Усики короткие, ариста голая. Как правило, голени и лапки у самцов расширенные. Крылья длиннее брюшка. Брюшко с жёлтыми или свинцовыми пятнами.

## Экология
Имаго встречается по увлажжённых местообитаниях. Личинки питаются тлями.

## Виды
Некоторые виды рода:
- Platycheirus albimanus (Fabricius, 1781)
- Platycheirus clypeatus (Meigen, 1822)
- Platycheirus fulviventris (Macquart, 1829)
- Platycheirus granditarsus (Forster, 1771)
- Platycheirus manicatus (Meigen, 1822)
- Platycheirus occultus Goeldlin, Maibach & Speight, 1990
- Platycheirus peltatus (Meigen, 1822)
- Platycheirus scambus (Stæger, 1843)
- Platycheirus scutatus (Meigen, 1822)
- Platycheirus splendidus Rotheray, 1998
- Platycheirus tarsalis (Schummel, 1836)